# Centre des hautes études américaines
Le Centre des hautes études américaines (CHEA) est un organisme privé français et belge, atlantiste, qui a fonctionné en France de 1946 à la fin des années 1960, et en Belgique de 1956 à 1964.

## Historique
L'économiste libéral Henri Truchy, ancien professeur à la faculté de droit de Paris et membre de l'Institut, fonde à la fin de l'année 1945 l'Institut des hautes études américaines, afin d'en faire un centre de recherches et d'information pour les milieux scientifiques et les milieux d'affaires. Son nom est modifié en 1950, du fait de la plainte d'un Institut du même nom, filiale du comité France-Amérique : il devient le Centre des hautes études américaines. Durant les premières années, Eugène Schueller, membre du Centre, a tenu à installer le Centre dans un immeuble dépendant de ses entreprises. Il a eu à Paris plusieurs sièges successifs : 8, rue de l'Université, 179, boulevard Malesherbes, puis le 205, boulevard Saint-Germain.
Le Centre est animé notamment par Achille Dauphin-Meunier et par l'éditeur Gaston Morancé, ancien président des jeunesses de l'Alliance démocratique et ancien vice-président de ce parti avant la guerre lorsqu'il était dirigé par Pierre-Étienne Flandin, ancien dirigeant sous l'Occupation d'une agence de presse. Le général de corps aérien Ludy Piollet, ancien chef d'état-major général de l'armée de l'air, a été un temps son délégué général. 
Dauphin-Meunier s'est adressé dès 1946 à l'Ambassade américaine pour convaincre les États-Unis d'aider financièrement le Centre. Georges Morancé est envoyé aux États-Unis en 1955 pour développer sur place l'effort d'information du centre. Il a été reçu par Robert Murphy, secrétaire d'État adjoint et responsable des affaires européennes, et par Clarence B. Randall, conseiller économique du président américain.
Le Centre, ses animateurs, ses conférenciers et les personnalités qui ont collaboré à ses périodiques, ont salué « l'amitié américaine », le Plan Marshall notamment, ont accueilli des diplomates américains. En 1948, le Centre organise ainsi un déjeuner au Cercle interallié au cours duquel la générosité américaine est mise en valeur. Truchy présente le Centre à ses invités et rend hommage aux États-Unis, représentés par plusieurs diplomates de l'Ambassade américaine. Georges Villiers, président du CNPF, relate son séjour aux États-Unis, en présence de patrons, d'universitaires et de diplomates, qui félicitent Dauphin-Meunier et Morancé. Le maréchal Alphonse Juin, invité par le Centre à un déjeuner donné en son honneur en 1953, aurait cependant critiqué la politique étrangère des États-Unis mais le Centre fait savoir que ses propos répercutés par la presser sont inexacts. Il a critiqué les États-Unis en 1957. En 1967, « au moment où s'éloignent de France les troupes américaines qui protègent l'Europe », à la suite de la décision du général de Gaulle en 1966 de quitter le commandement intégré de l'OTAN, Dauphin-Meunier cosigne au nom du CHEA une déclaration assurant « le gouvernement et le peuple des États-Unis de la gratitude (de la majorité des Français) pour l'aide par eux donnée à la France en péril en 1917, 1941, 1947 » et affirmant vouloir « tout mettre en œuvre pour sauvegarder la solidarité atlantique et l'amitié américaine ». 
Le Centre est lié à une revue économique, la Nouvelle revue d'économie contemporaine, dirigée par Dauphin-Meunier. Sont membres de son comité de rédaction Claude-Joseph Gignoux, Louis Rougier, un habitué comme Gignoux des déjeuners du Centre, Jacques Chastenet, Bertrand de Jouvenel. Y collaborent des membres du conseil supérieur du Centre, des convives et des conférenciers de ses déjeuners : ce sont des anciens ministres de Vichy (Pierre-Étienne Flandin, Émile Mireaux, Georges Lamirand, René Belin), des leaders du Centre national des indépendants et paysans , des ingénieurs-économistes (Maurice Allais), des libéraux de la faculté de droit (Louis Baudin, Truchy), des intellectuels corporatistes (Louis Salleron), des patrons (Georges Villiers, Louis Charvet), unis contre l'étatisme. Le Centre et la NREC rassemblement donc des anciens du régime de Vichy, des néolibéraux et des partisans de l'atlantisme,.
Le général Weygand, président d'honneur du Centre, a fait publier dans le bulletin du Centre en 1951, dans le contexte des élections législatives, un appel à la « réconciliation des Français », appel demandant de passer outre aux divisions issues de la Seconde Guerre mondiale. Il inaugure les nouveaux locaux du Centre la même année.
Dauphin-Meunier et Morancé fondent ensemble la Faculté libre de droit, d’économie et de gestion (FACO Paris) en 1968.

## Activités

### Un organisme de documentation
Il publie une revue bimestrielle, Les Études américaines, distribuée par les Nouvelles éditions latines. On y trouve des articles sur les États-Unis puis sur le continent américain. Son tirage est de 28 571 exemplaires en 1951, de 14 667 exemplaires en 1953 . Il publie en outre des lettres « confidentielles » hebdomadaires pour ses adhérents -Privé-France (l'éditorial fut confié à ses débuts à René Malliavin) et le Bulletin économique (pour ses adhérents français), European newsletter (à destination des élites américaines), de 1951 à 1954. Le compte-rendu annuel de Privé-France en 1951 souligne que cette lettre est adressée à des industriels et des parlementaires américains, pour souligner l'importance de la lutte de la France en Indochine et la nécessité d'assurer la sécurité des pays de la Communauté atlantique. Cette lettre est supprimée en raison de ses frais trop lourds. 
Il organise aussi un déjeuner mensuel (paper club), à destination des journalistes américains à Paris. Il est animé par l'industriel André Reynaud. 
Dans les années 1960, le Centre publie deux périodiques, L'Observateur européen et Le Courrier international, rédigés par Fabrice Laroche (alias Alain de Benoist) à partir de l'été 1967 à la demande de Dauphin-Meunier. L'Observateur européen est issu du périodique du groupement d'extrême droite Europe-Action. Jean-Claude Valla est le directeur de publication du Courrier international. Le Centre devient les Hautes études internationales en 1968.

### Un petit établissement supérieur privé
Établissement supérieur privé, reconnu par l'Académie de Paris, il accueille des étudiants américains installés à Paris et des étudiants français désireux d'étudier la civilisation américaine. Il délivre un diplôme d'études supérieures: 10 étudiants diplômés en 1951, 17 en 1954, 16 en 1955, 45 en 1957 (pour 71 candidats). Les étudiants sont inscrits aux grandes écoles et facultés commerciales. Le jury est entièrement américain, sous la direction du professeur Mead, directeur de la fondation des États-Unis à la Cité universitaire, à Paris. Il est admis en 1954 dans l'Association européenne des centres d'études américaines grâce au professeur Robert O. Mead. 

### Un lieu de sociabilité politico-mondain
Le Centre organise 6 à 8 déjeuners par an au Cercle républicain (5, avenue de l'Opéra) pour ses membres et ses invités, venus écouter une conférence d'une personnalité, à partir de 1949. les conférences ne portent pas forcément sur les États-Unis mais sur des sujets d'actualité. Les conférenciers sont des généraux, des patrons, des hommes politiques, tels en 1949 Flandin, sur le libéralisme ou le Belge Paul Van Zeeland en compagnie de Pierre Ricard, vice-président du CNPF, des diplomates. 
Ont donné des conférences à ces déjeuners, parfois évoquées par la presse : 
- en 1950 : Dauphin-Meunier, Raoul Nordling, le député Robert Bétolaud, l'amiral Jean Decoux (un habitué de ces déjeuners), Jacques de Maupeou, vice-président de La Fédération, le sénateur Marcel Pellenc, Jean-Jacques Guerlain, président d'une commission du CNPF, et le président de l'American Chamber of commerce in France, le député Édouard Frédéric-Dupont,
- en 1951 : Jacques Fourcade, le directeur des affaires d'Afrique et du Levant au ministère des affaires étrangères et Mgr Bressoles (recteur honoraire de l'Institut catholique), l'ambassadeur du Brésil, le président du Conseil national du patronat français Georges Villiers, Jacques Fougerolle (président de la Chambre de commerce de Paris), l'Académicien André Maurois, l'ambassadeur d'Argentine, le maréchal Alphonse Juin, Albert Sarraut,
- en 1952 : Max Hymans, un représentant du chef d'état-major de l'armée de l'air, le secrétaire d'État à la présidence du Conseil Guy Petit[29], Edmond Giscard d'Estaing et le professeur Harold Kaplan, de la Mutual security agency, le général d'armée Charles Léchères, chef d'état-major de l'armée de l'air et l'attaché militaire spécial de l'ambassade américaine,
- en 1953 : le maréchal Alphonse Juin[30] et les attachés militaires des ambassades américaine, espagnole, hollandaise, suédoise et turque, Pierre Ricard, 1er vice-président du CNPF, Arkady Stolypine (sur la situation de l'URSS après la mort de Staline), un diplomate américain, le ministre de la reconstruction Pierre Courant[31], Métral, président du syndicat général de l'industrie mécanique, Georges Villiers,
- en 1954 : Flandin, Robert André, le secrétaire d'État au commerce Raymond Boisdé - convive d'un déjeuner en 1948[32] - et le secrétaire général du Benelux, les députés Alfred Jules-Julien, Frédéric-Dupont et l'ambassadeur du Chili, l'ancien préfet de police Jean Baylot, Otto de Habsbourg-Lorraine, le général Georges Revers (à propos de l'Indochine),
- en 1955 : l'ambassadeur d'Italie, Henri Dorgères (autre habitué des déjeuners), Georges Villiers et l'ambassadeur américain Douglas Dillon, René Belin (autre habitué des déjeuners) et le conseiller aux affaires sociales de l'ambassade de la RFA, Jean Lamy, président de l'Union algérienne de la Confédération générale de l'agriculture, Dauphin-Meunier.
- en 1956 : le secrétaire général du CNIP Roger Duchet, le député Pierre André (un habitué des déjeuners) et le sénateur Michel Debré (à propos de l'Algérie), l'ambassadeur d'Israël et les attachés de l'air des ambassades américaine et britannique, le député Jean-Louis Tixier-Vignancour, Paul Van Zeeland (reçu aux salons de l'hôtel Lutetia), Jean Raty, président de la chambre syndicale de la sidérurgie, le R.P. Imre Gascar, président du Comité des réfugiés hongrois, un ancien ministre roumain et un ancien ambassadeur polonais, l'ambassadeur du Sud-Vietnam et le 1er premier secrétaire de l'ambassade américain,
- en 1957 : le maréchal Juin et l'ambassadeur du Luxembourg, le général Maxime Weygand (pour son 90e anniversaire, avec Juin et l'ambassadeur Dillon), le député Raymond Boisdé et Claude-Joseph Gignoux (autre habitué des déjeuners), le député André Morice, le député Pierre Courant (qui remplace son collègue Julien Tardieu), le nouvel ambassadeur des États-Unis Amory Houghton et le président de la CGPME[33].

Ou encore en 1959 Albin Chalandon, secrétaire général du parti gaulliste, l'Union pour la nouvelle République, le député François Valentin. Et même l'ambassadeur de l'URSS Sergueï Vinogradov, en 1959. Ou encore en avril 1962 le colonel Roger Trinquier.
Outre les membres de son conseil supérieur, y assistent d'autres patrons (Louis Lacoste, François Lehideux, Roger Boutteville, Robert Tabouis, Jules Verger, Christian Wolf, etc.), des cadres (François de Villepin, de Pont-à-Mousson, Jean Quenette, etc.), des banquiers (Étienne Dupont), des personnalités au passé pétainiste (l'ancien préfet Marcel Ribière, Adrien Marquet, Paul Estèbe, Pierre Lucius, José Germain, Robert Castille, etc.), des généraux en retraite (Conquet, Lavigne-Delville, Jean Touzet du Vigier), le chanoine Jean-Marie Desgranges, l'éditeur Fernand Sorlot, des NEL, Raymond Bourgine, l'ancien avocat de Pétain et député Jacques Isorni, le militant anticommuniste François de Romainville, Louis de Fraguier, Mme Gilbert Privat (secrétaire générale de l'Alliance démocratique), etc..

## Présidents successifs et membres de son comité supérieur

### Présidents successifs
- Henri Truchy, de 1946 à son décès en juin 1950
- le général Maxime Weygand, de 1950 à 1954[38]
- Pierre-Étienne Flandin, ancien dirigeant de l'Alliance démocratique, de 1954 à son décès en 1958
- Georges Bonnet, ancien ministre, député, à partir de 1959

### Membres de son comité supérieur
Le Centre a bénéficié de l'appui de patrons et d'universitaires, qui pour la plupart ont fait partie de son comité supérieur :
- patrons : Ernest Mercier (vice-président), Louis Charles Breguet, Georges Brabant (Crédit du Nord), Louis Vilgrain (Grands Moulins de Paris), François Albert-Buisson (Rhône-Poulenc), de l'Institut (vice-président à ses débuts), Étienne Périlhou (Kuhlmann), Henri Fayol (DG du CIC de Marcel Boussac), René Piaton (Pechiney), René Fould, Marcel Demonque, du cimentier Lafarge, les Américains Robert A. Solborg  (Armco international Corp. puis SORET CO, président de la Chambre de commerce américaine en France de 1951 à 1956[39]), vice-président à partir de 1954, et Bernard S. Carter, de la banque Morgan (à partir de 1951), Pierre Le Bourhis (Alsthom), Henri Lumière, André Reynaud (à partir de 1954), P-DG de la Société lorraine des Anciens Ets de Dietrich, Max Hymans (Air France), Henri Théodore Pigozzi (Simca), l'industriel du textile Albert Prouvost[40], Robert Puiseux, de Citroën et Michelin (à partir de 1951), Robert André (ancien PDG d'Esso-SAF, président de l'Union des chambres syndicales de l'industrie du pétrole), Arthur Bommelaer (Société alsacienne de constructions mécaniques), Emmanuel Mayolle, vice-président du Conseil national du patronat français (années 1960, 1er vice-président), Pierre Masquelier (Compagnie des forges de Châtillon-Commentry et Neuves-Maisons), etc.

- universitaires et intellectuels : Jacques Chastenet, de l'Institut (vice-président à ses débuts), Albert de Geouffre de La Pradelle (vice-président et président de l'Institut des hautes études internationales), François Perroux, Claude-Joseph Gignoux, Germain Brulliard, professeur à l'Institut catholique[41], Louis Baudin, de l'Institut, André Richard, doyen de la faculté libre de droit de l'Institut catholique de Paris, Robert Mossé, professeur à l'Université de Grenoble, Léon Bérard (vice-président à la fin des années 1950), Georges Portmann, de l'Académie de médecine, sénateur, ancien vice-président de l'Alliance démocratique et opposant à la politique étrangère du général de Gaulle (vice-président à partir de 1954), etc.

En sont membres aussi deux dirigeants de la Société française de géographie économique, un cercle né avant la guerre, présidé par Edmond Giscard d'Estaing, qui organise des déjeuners au Cercle interallié à destination des élites et qui y invite des personnalités de premier plan: son délégué général, l'avocat parisien André Calandreau, et l'un de ses vice-présidents, Jean-Henri Adam. Sont aussi vice-présidents de cette société Dauphin-Meunier, Breguet, René Fould, Max Hymans. 
Certains membres du Centre adhèrent au Mouvement pour l'union atlantique (Weygand et Chastenet, signataires des appels de 1954 et 1962 à une union atlantique, aux côtés notamment de Maurice Allais, Mossé, membre du Mouvement international pour l'union atlantique en 1962, René Fould signa l'appel international de 1954), ou/et à la section française de la Ligue européenne de coopération économique (LECE): Fould, son président en 1958,  Chastenet, président d'honneur, Piaton, son président en 1957-58. D'autres sont membres d'une autre organisation transnationale, Fraternité mondiale/World brotherhood (Albert-Buisson, Solborg, président de son comité consultatif américain), du groupe français du Comité européen pour le progrès économique et social (André Reynaud, Marcel Demonque) ou encore du Centre d'études politiques et civiques (Marcel Demonque, Pierre Masquelier, Weygand, son président d'honneur).

## Section belge
Une section belge, présidée par l'ancien premier ministre Paul Van Zeeland, un des fondateurs de la LECE, a fonctionné de 1956 à 1964. Elle a rassemblé des hommes politiques et des patrons belges et luxembourgeois, tel Ernest-John Solvay, membre à la fois du conseil supérieur français à partir de 1953 et de la section belge.

## Sources
- Collectif, Histoire secrète du patronat de 1945 à nos jours, La Découverte, 2009, p. 90-91
- Frédéric Charpier, La CIA en France, Seuil, 2008, p. 103-105 (Lire en ligne)
- François Denord, Néo-libéralisme version française, Demopolis, 2007
- Olivier Dard, Bertrand de Jouvenel, Perrin, 2008
- Les Études américaines